# 徐元太
徐元太（1536年—1617年），又作徐元泰，字汝賢，號華陽，直隸寧國府宣城縣人，儒籍，明朝政治人物，嘉靖乙丑科進士，萬曆年間官至南京刑部尚書。

## 生平
嘉靖四十年（1561年）辛酉科應天鄉試第二名（亞元），四十四年（1565年）中式乙丑科會試二十七名，三甲七十一名進士。戶部觀政，同年六月授江山縣知縣，丁憂服闕，隆慶二年（1568年）六月復除魏縣知縣，四年十月以卓異擢吏部主事。萬曆二年（1574年）二月復除本部，四年正月升員外郎，七年三月升郎中，八年二月升山東參政，十年五月升陝西按察使，七月調浙江，十一年閏二月升浙江右布政使，九月升左布政使，十二年七月累遷順天府尹。蜀酋擁衆殺掠，其事上聞，十三年七月以徐元太為都察院右副都御史、巡撫四川，討平變亂。十四年十月升兵部右侍郎、兼右僉都御史、照舊巡撫，十七年二月養病。十九年十二月起補南京刑部右侍郎，二十年正月改戶部左侍郎，六月總督倉場，九月以正二品服俸管兵部左侍郎事，十一月升都察院右都御史、協理京營戎政、兼兵部左侍郎，二十一年（1593年）正月累官南京刑部尚書。二十二年六月以病乞休。

## 著作
有《喻林》。

## 家族
曾祖徐愈，歲貢生；祖父徐訪，與謄；父徐衢，主簿封主事贈右侍郎。母劉氏，累贈淑人。兄徐元策（舉人）、徐元氣（南京光祿寺卿）、徐元期、徐元第，俱庠生；徐元祥、徐元選，弟徐元祉（庠生）、徐元則、徐元愷（庠生）、徐元禮、徐元祝。